# بمباران توکیو

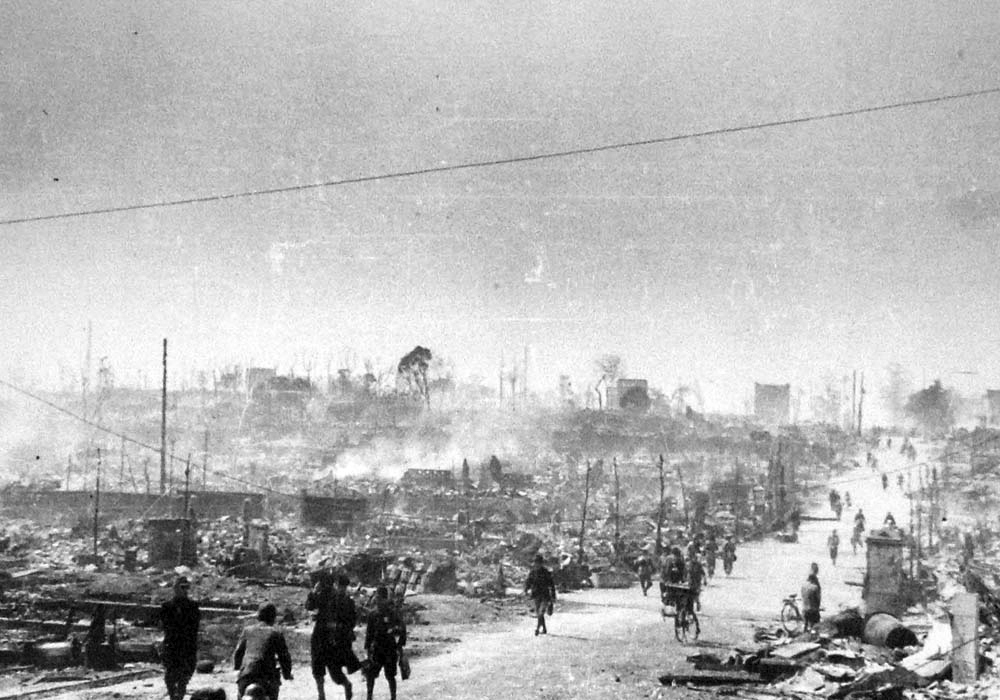
توکیو پس از بمباران دهم مارس

بمباران توکیو، به یک سری بمباران گفته می‌شود که در اواخر جنگ جهانی دوم توسط نیروهای مسلح ایالات متحده آمریکا انجام شد و طی آن توکیو هدف بمباران با بمب آتش‌زا قرار گرفت. از ۱۴ نوامبر ۱۹۴۴ میلادی به بعد، توکیو ۱۰۶ بار هدف بمباران قرار گرفت. ۵ بمباران شدید در سال ۱۹۴۵ عبارت بودند از:
- بمباران روز ۱۰ مارس که بمباران بزرگ توکیو یا بمباران دهم مارس توکیو نامیده می‌شود. تعداد کشته شدگان این بمباران، بیش از ۱۰۰٬۰۰۰ هزار نفر ذکر شده‌است.
- بمباران‌ روز ۱۳ آوریل
- بمباران‌ روز ۱۵ آوریل
- بمباران‌ روز ۲۴ مه
- بمباران‌ روز ۲۵ تا ۲۶ مه